# Patrick Dytko
Patrick Adam Dytko (* 28. března 1994, Völklingen) je polský fotbalový záložník narozený v Německu, od července 2016 působící v SSVg Velbert 02. Je bývalým mládežnickým reprezentantem Polska.

## Klubová kariéra
Svoji fotbalovou kariéru začal v německém klubu SV 08 Ludweiler-Warndt, odkud v průběhu mládeže zamířil nejprve do 1. FC Saarbrücken a poté do věhlasného týmu Borussia Dortmund.

### Piast Gliwice
V roce 2013 zamířil do Polska, do mužstva Piast Gliwice. V Ekstraklase za Piast debutoval v ligovém utkání 2. kola (28. 7. 2013) proti Zagłębie Lubin (výhra Piastu 2:1), odehrál 45 minut. Nastupoval rovněž za rezervu. Před sezonou 2016/17 mu v klubu skončila smlouva a odešel.

### SSVg Velbert 02
V červenci 2016 byl na testech v německém týmu SSVg Velbert 02, kde uspěl a podepsal s klubem smlouvu.

## Reprezentační kariéra
Je bývalým mládežnickým reprezentantem Polska. Nastupoval za výběry do 17, 18 a 20 let.